# Karsten Kilian
Karsten Kilian (* 10. August 1972 in Hardheim) ist Professor für Internationales Marketing sowie Marken- und Medienmanagement an der Technischen Hochschule Würzburg-Schweinfurt.

## Werdegang
Karsten Kilian studierte Betriebswirtschaftslehre an der Universität Mannheim und schloss 1999 als Diplom-Kaufmann ab. Er wurde 2010 an der Universität St. Gallen über das Thema Determinanten der Markenidentität promoviert. Nach verschiedenen Stationen bei Beratungsunternehmen wurde Karsten Kilian 2012 an die Fachhochschule Würzburg (jetzt Technische Hochschule Würzburg-Schweinfurt) auf die Professur für „International Management und Marketing“ berufen. Seit 2014 leitet er den Masterstudiengang „Medien- und Markenmanagement“.

## Veröffentlichungen (Auswahl)
- Marke unser. Branding zwischen himmlisch gut und höllisch verwegen. Scriptor, Berlin 2008, ISBN 978-3-589-23452-3.
- Determinanten der Markenpersönlichkeit. Relevante Einflussgrößen und mögliche Transfereffekte. Gabler, Wiesbaden 2011, ISBN 978-3-8349-2824-5 (zgl. Diss. Univ. St. Gallen).
- Hrsg. mit Nils Pickenpack: Mehr Erfolg mit Markenkooperationen. Partnerschaften im Zeitalter der Digitalisierung. BusinessVillage, Göttingen 2018, ISBN 978-3-86980-425-5.
- Influencer-Marketing-Management. Wie Sie Micro-Influencer, Macro-Influencer, Mega-Influencer, Corporate Influencer und Virtuelle Influencer wirkungsvoll für Ihre Marke werben lassen können (= Quick Guide). Springer Gabler, Wiesbaden 2022, ISBN 978-3-658-32422-3.
- Zus. mit Ralf T. Kreutzer: Digitale Markenführung. Springer Gabler, Wiesbaden 2022, ISBN 978-3-658-34350-7.
- Marke machen! Wie erfolgreiches Marken-Management funktioniert. Rheinwerk-Computing, Bonn 2023, ISBN 978-3-83628-639-8.
- Marken erfolgreich managen. Mehr Markenerfolg mit BEST IDEAS. W. Kohlhammer, Stuttgart 2024, ISBN 978-3-17-037400-3.